# Dixie Dean
William Ralph "Dixie" Dean, född 22 januari 1907, död 1 mars 1980, var en fotbollsspelare som under 1920- och 30-talen en av de främsta målskyttarna i England. Med sina 383 mål på 433 matcher är han Evertons bäste målskytt genom tiderna.

## Biografi
Dean föddes i Birkenhead i Merseyside och inledde sin fotbollskarriär i Tranmere Rovers. 1925 värvades han av Everton för 3000 pund och under sin första säsong gjorde han 32 mål. 1926 var han med om en motorcykelolycka där han skadades allvarligt med frakturer på skalle och käke som följd. Han återhämtade sig dock, och säsongen 1927/28 blev han den förste och hittills ende spelare att göra 60 ligamål under en säsong. Samma säsong blev Everton ligamästare, men 1930 ramlade laget ner i division två. Dean stannade dock kvar och laget kunde ta sig tillbaka till division ett redan efter en säsong. Dean var med om att vinna ytterligare ett ligamästerskap 1932 samt FA-cupen 1933. Vid det här laget hade Dean utsetts till lagkapten. 
1937 ställdes han utanför laget och fortsatte karriären i Notts County och senare Sligo Rovers på Irland där han avslutade karriären. Dean spelade även 16 landskamper för England och gjorde på dessa 18 mål.
Dixie Dean avled i mars 1980 efter att ha drabbats av hjärtsvikt då han satt på Goodison Parks läktare under en match mellan Everton och Liverpool. Liverpool vann matchen 2-1. År 2001 restes en staty av Dean utanför Goodison Park.
Smeknamnet "Dixie" lär han ha fått för sitt svarta lockiga hår, vilket påminde om afroamerikanerna i de amerikanska sydstaterna. Dean själv ogillade smeknamnet, och föredog att bli kallad Bill.